# Gustav Kauder
Gustav (Gustaf) Kauder (* 1. Februar 1881 in Klattau, Österreich-Ungarn; † 20. Juli 1942 in Prag) war ein deutsch-österreichischer Journalist, Schriftsteller und Übersetzer.

## Leben
Gustav Kauder studierte zunächst Maschinenbau, bevor er sich ab 1906 journalistisch betätigte. Von 1908 bis 1911 arbeitete er in München als Redakteur für eine Konzertagentur. 1912 wechselte er zum Ullstein-Verlag, für den er als Auslandskorrespondent aus Paris, London und New York berichtete; zeitweilig auch für die Chicago Tribune und die New York Times. Später wurde er Redakteur der B.Z. am Mittag, um 1928 die Chefredaktion der neugegründeten, liberal-demokratischen Zeitung Tempo zu übernehmen, die er bis zu deren Einstellung im August 1933 leitete. Unter dem Vorwurf des Hochverrats erstattete 1930 das Reichswehrministerium Anzeige gegen ihn wegen der Veröffentlichung eines Berichts über eine geheime Zusammenarbeit zwischen der Reichswehr und der Roten Armee. Nach der Machtübernahme der Nationalsozialisten wurde er aus Deutschland ausgewiesen und kehrte zurück in die Tschechoslowakei, wo er für die Prager Zeitschrift Bohemia als Chefredakteur arbeitete. Dort starb er während der deutschen Besatzung durch Suizid.
Kauder war eines der historischen Vorbilder für den Chefredakteur Heymann (gespielt von Martin Wuttke) in der Serie Babylon Berlin.

## Werke
- Aufschwung. Roman vom Tage. G. Müller, München/Berlin 1915.
- „Bezett – Bezett am Mittag!“ Die Geschichte eines neuen Zeitungstyps. Zeitgeist und Sportgeist. In: 50 Jahre Ullstein 1877–1927. Ullstein, Berlin 1927, S. 191–222.

## Historisches Hörspiel
- 1929: Eugene O’Neill: Unterm karibischen Mond. Dramatische Studie (Übersetzung aus dem Amerikanischen) – Regie: N. N. (Sendespiel (Hörspielbearbeitung) – Funk-Stunde Berlin)[3]